# Mystery Broadcast

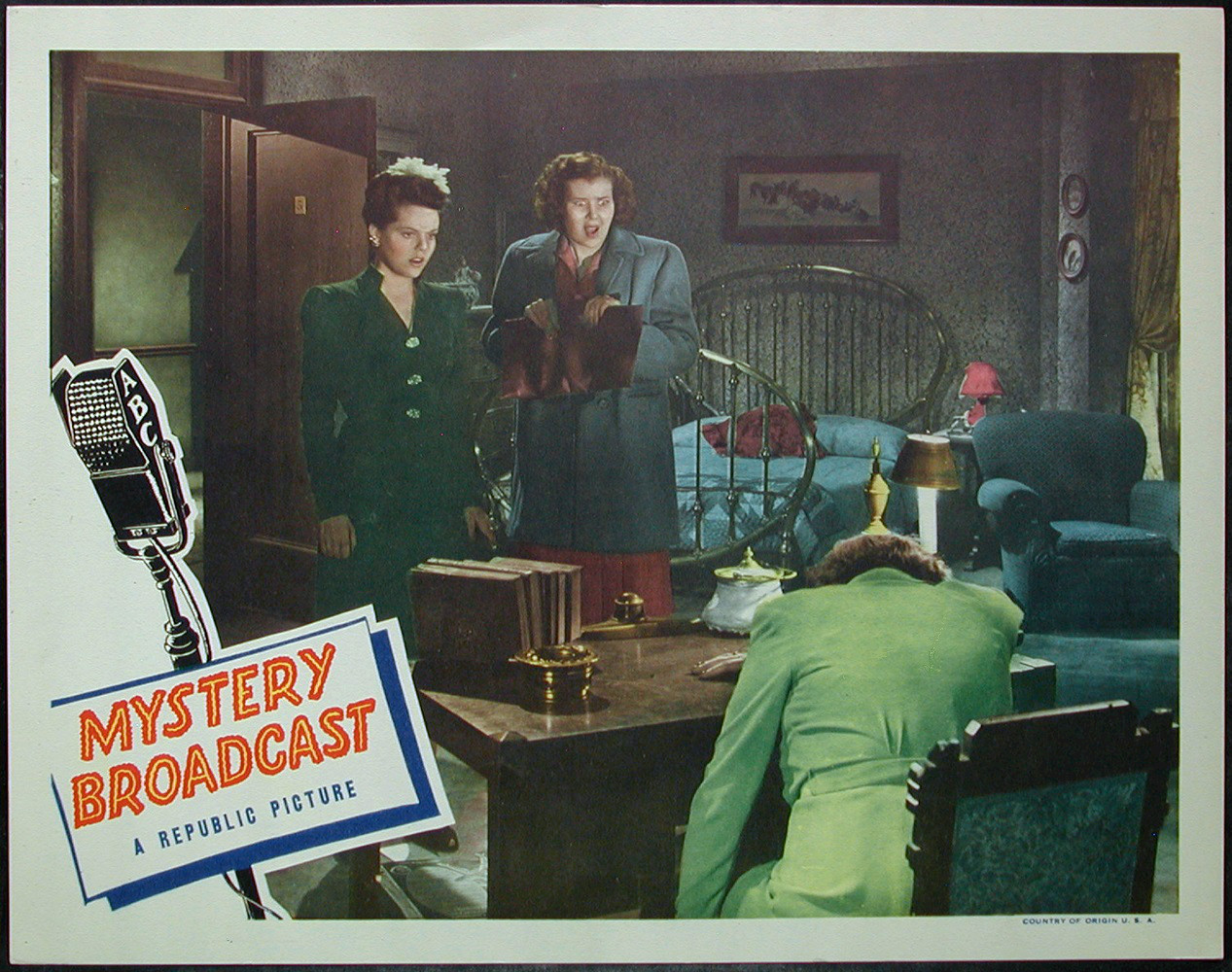
Carte promotionnelle du film.

Mystery Broadcast est un film américain réalisé par George Sherman et sorti en 1943.

## Synopsis

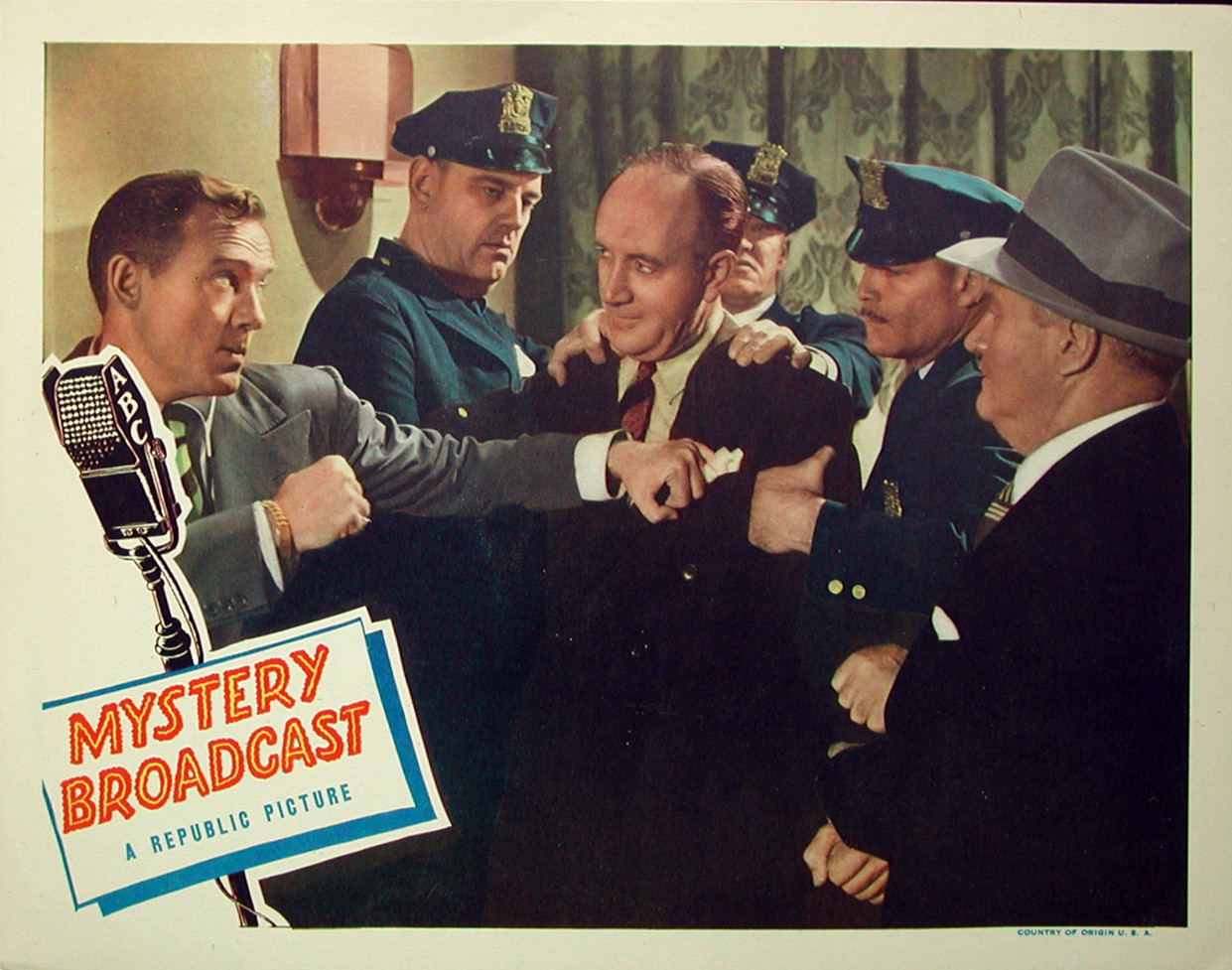
Autre carte promotionnelle du film.

Un auteur d'histoires pour la radio risque sa vie après avoir rouvert un dossier concernant un ancien crime non résolu,.

## Fiche technique
- Réalisation : George Sherman
- Scénario : Dane Lussier, Gertrude Walker
- Producteur : George Sherman
- Photographie : William Bradford
- Montage : Arthur Roberts
- Musique : Mort Glickman
- Genre : Mystère
- Production : Republic Pictures
- Distributeur :
- Durée : 63 minutes
- Date de sortie :
  - États-Unis : 23 novembre 1943

## Distribution
- Frank Albertson : Michael Jerome
- Ruth Terry : Jan Cornell
- Nils Asther : Ricky Moreno
- Wynne Gibson : Eve Stanley
- Paul Harvey : Arthur J. Stanley
- Mary Treen : Smitty
- Addison Richards : Bill Burton
- Joseph Crehan : Chef Daniels
- Alice Fleming : Mida Kent
- Francis Pierlot : Crunch
- Ken Carpenter : annonceur radio
- Emmett Vogan : Don Fletcher